# Giải thưởng thường niên TVB cho Nam diễn viên phụ xuất sắc nhất
Giải thưởng thường niên TVB cho Nam diễn viên phụ xuất sắc nhất (tiếng Anh: TVB Anniversary Award for Best Supporting Actor) là một trong những hạng mục của Giải thưởng thường niên TVB được tổ chức hàng năm bởi TVB. Giải thưởng nhằm tôn vinh nam diễn viên phụ xuất sắc trong các bộ phim truyền hình TVB trong năm.
Giải thưởng được trao lần đầu vào năm 2003 với tên "My Favourite Powerhouse Actor of the Year" (本年度我最喜愛的實力非凡男藝員). Từ năm 2005 tên chính thức của giải thưởng là "Best Actor in a Supporting Role" (最佳男配角).

## Diễn viên giành giải và được đề cử
Đây là danh sách top 2-5 diễn viên được đề cử tính từ năm 2003. Diễn viên giành giải được xếp đầu tiên và tô đậm.

### 2000s
| Năm                  | Diễn viên            | Tên phim                           | Tên tiếng Anh               | Vai diễn |
| -------------------- | -------------------- | ---------------------------------- | --------------------------- | -------- |
| 2003                 |                      |                                    |                             |          |
| Tần Bái              | Quá khứ và hiện tại  | The King of Yesterday and Tomorrow | Sầm Triệu Khang             |          |
| 2004                 |                      |                                    |                             |          |
| Trần Hồng Liệt       | Thâm cung nội chiến  | War and Beauty                     | Thái y Tôn Thanh Hoa        |          |
| 2005                 |                      |                                    |                             |          |
| Hạ Vũ                | Gia đình tôi         | My Family                          | Văn Siêu Kiệt               |          |
| Tần Bái              | Nợ tình              | Love Bond                          | Kỷ Thiên Văn                |          |
| Lê Diệu Tường        | Đường đến thiên đàng | Scavengers Paradise                | Tạ Quân Miên                |          |
| Khương Đại Vệ        | Khách sạn phong vân  | Revolving Doors of Vengeance       | Fred Cheng                  |          |
| Mã Quốc Minh         | Mất tích bí ẩn       | Into Thin Air                      | Quan Thanh Vân              |          |
| 2006                 |                      |                                    |                             |          |
| Hoàng Đức Bân        | Bão cát              | The Dance of Passion               | Tống Đông Dương             |          |
| Lê Diệu Tường        | Nối nghiệp           | Safe Guards                        | Thượng Trung                |          |
| Lý Tư Tiệp           | Đại gia đình         | Welcome to the House               | Chương Dật Mãn              |          |
| Chung Cảnh Huy       | Bão cát              | The Dance of Passion               | Diêm Quốc Nghiệp            |          |
| Hồ Nặc Ngôn          | Tình yêu chân thật   | To Grow with Love                  | Lâm Quán Hi                 |          |
| 2007                 |                      |                                    |                             |          |
| Nguyễn Triệu Tường   | Sóng gió gia tộc     | Heart of Greed                     | Lăng Ba                     |          |
| Tần Bái              | Hạt ngọc phương đông | Glittering Days                    | Chu Đại Cát                 |          |
| Hứa Thiệu Hùng       | Sòng bạc phong vân   | Dicey Business                     | Chu Phúc Vinh               |          |
| Vương Tổ Lam         | Quan Hệ Đồng Nghiệp  | Best Selling Secrets               | Lâu Hoa                     |          |
| Lawrence Ng Wai-kwok | Gia tộc phong vân    | The Drive of Life                  | Nguy Thiên Hành             |          |
| 2008                 |                      |                                    |                             |          |
| Lê Diệu Tường        | Mưu dũng kỳ phùng 2  | The Gentle Crackdown II            | Đái Tung Văn và Đái Tung Võ |          |
| Từ Vinh              | Quan Hệ Đồng Nghiệp  | Best Selling Secrets               | Cừu Tuấn                    |          |
| Quách Chính Hồng     | Mẹ chồng khó tính 2  | Wars of In-Laws II                 | Vương Trọng Tường           |          |
| Chu Thông            | Sức mạnh tình thân   | Moonlight Resonance                | Chung Phiếm Đạt             |          |
| La Trọng Khiêm       | Oan gia tương phùng  | Your Class or Mine                 | Phàn Bái Đông               |          |
| 2009                 |                      |                                    |                             |          |
| Tạ Thiên Hoa         | Học cảnh truy kích   | E.U.                               | Lương Tiếu Đường            |          |
| Nhạc Hoa             | Lấy chồng giàu sang  | The Gem of Life                    | Hạ Phong                    |          |
| Ngao Gia Niên        | Xứng danh tài nữ     | Rosy Business                      | Tưởng Tất Văn               |          |
| Joseph Lee           | Mỹ nhân tâm kế       | Beyond the Realm of Conscience     | Mã Nguyên Chí               |          |
| Mã Quốc Minh         | Phú quý môn          | Born Rich                          | Sa Bảo Lai                  |          |

### 2010s
| Năm                | Diễn viên                        | Tên phim                      | Tên tiếng Anh            | Vai diễn |
| ------------------ | -------------------------------- | ----------------------------- | ------------------------ | -------- |
| 2010               |                                  |                               |                          |          |
| Mạch Trường Thanh  | Nghĩa hải hào tình               | No Regrets                    | Lương Phi Phàm           |          |
| Ngô Trác Hy        | Cây to gió lớn                   | OL Supreme                    | Lăng Tiếu Kỳ             |          |
| Lâm Gia Hoa        | Thiết mã phục thù                | A Fistful of Stances          | Vinh Đức                 |          |
| Hoàng Hạo Nhiên    | Nghĩa hải hào tình               | No Regrets                    | Dương Dương              |          |
| Ngao Gia Niên      | Nghĩa hải hào tình               | No Regrets                    | Đường Cát                |          |
| 2011               |                                  |                               |                          |          |
| Hoàng Trí Hiền     | Tiềm hành truy kích              | Lives of Omission             | Đặng Quốc Bân            |          |
| Lâm Tử Thiện       | Tòa án lương tâm                 | Ghetto Justice                | George Mike Jr. (MJ)     |          |
| Quách Chính Hồng   | Tiềm hành truy kích              | Lives of Omission             | Tư Đồ Khải (Cẩu đầu)     |          |
| Ngao Gia Niên      | Rượu đắng tình nồng              | River of Wine                 | Tống Tử Tuấn             |          |
| Joseph Lee         | Bằng chứng thép 3                | Forensic Heroes III           | Lục Chấn Quang           |          |
| 2012               |                                  |                               |                          |          |
| Cổ Minh Hoa        | Cuộc chiến của siêu sao          | Divas in Distress             | Tô Cơ                    |          |
| Trần Quốc Bang     | Đại thái giám                    | The Confidant                 | Bàng Tam Thuận           |          |
| 2013               |                                  |                               |                          |          |
| Hứa Thiệu Hùng     | Mỹ nhân hành động                | Bounty Lady                   | Hương Thiện Nam          |          |
| Nhạc Hoa           | Bãi biển tình yêu                | Slow Boat Home                | Trương Thăng Muội        |          |
| Mã Quốc Minh       | Bao la vùng trời 2               | Triumph in the Skies 2        | Cao Chí Hoành            |          |
| Nguyễn Triệu Tường | Vòng xoáy thời gian              | Brothers Keeper               | Long Phi                 |          |
| La Trọng Khiêm     | Sứ mệnh 36 giờ 2                 | The Hippocratic Crush II      | Dương Bái Thông          |          |
| 2014               |                                  |                               |                          |          |
| Tưởng Chí Quang    | Anh họ, anh được lắm             | Come On, Cousin               | Cao Âm                   |          |
| Trương Kế Thông    | Vòng xoáy thiện ác               | Black Heart White Soul        | Mã Khải Nguyên           |          |
| Hứa Thiệu Hùng     | Sứ đồ hành giả                   | Line Walker                   | Đàm Hoan Hỉ (Hoan Hỉ ca) |          |
| Trần Quốc Bang     | Danh môn ám chiến                | Overachievers                 | Trần Quốc Bang           |          |
| Tiêu Chính Nam     | Danh môn ám chiến                | Overachievers                 | Tiêu Chánh Nam           |          |
| 2015               |                                  |                               |                          |          |
| Vi Gia Hùng        | Kiêu hùng                        | Lord of Shanghai              | Mạch Hãn Lâm             |          |
| 2016               |                                  |                               |                          |          |
| Tào Vĩnh Liêm      | Công công xuất cung              |                               | Trần Tiểu Phụng          |          |
| Ngô Đại Dung       | Cự luân II                       |                               | Cao Thiên Thứu           |          |
| Lục Vĩnh           | Mạc hậu ngoạn gia                | Two Steps From Heaven         | Cố Thành Hi              |          |
| 2017               |                                  |                               |                          |          |
| Trần Sơn Thông     | Đồng minh                        |                               | Lệnh Thiên Hựu           |          |
| Viên Văn Kiệt      | Người phụ nữ không biết làm nũng |                               | Du Tuấn Kiệt             |          |
| Trương Chấn Lãng   | Thải qua giới                    | Legal Mavericks               | Cốc Nhất Hạ              |          |
| Âu Thoại Vĩ        | Đồng minh                        |                               | Dịch Triệu Phong         |          |
| Hà Viễn Đông       | Hàng ma đích                     |                               | Long Mậu                 |          |
| 2018               |                                  |                               |                          |          |
| Lương Cạnh Huy     | Thưa ngài thẩm phán              | Omg, your honour              | Triệu Kim Thủy           |          |
| Vi Gia Hùng        | Cung Tâm Kế 2 Thâm Cung Kế       |                               | Thành Cung               |          |
| Từ Vinh            | BB đến rồi                       | Who want a baby?              | Diệp Trí Viễn            |          |
| Trương Ngạn Bác    | Khiêu dược sinh mệnh tuyến       | Life on the Line              | Lữ Kiếm Hùng             |          |
| Tào Vĩnh Liêm      | Đại soái ca                      |                               | Cố Lạc Lô                |          |
| 2019               |                                  |                               |                          |          |
| Châu Gia Lạc       | Ái hồi gia chi Khai tâm tốc đệ   | Come home love: Lo and Behold | Kim Thành An (nhóc An)   |          |
| Trương Cảnh Thuần  | Ái hồi gia chi Khai tâm tốc đệ   | Come home love: Lo and Behold | Cung Diệp                |          |
| Hà Quảng Bái       | Bạch sắc cường nhân              |                               | Phan Hoài Đức            |          |
| Khương Đại Vệ      | Bạch sắc cường nhân              |                               | Lữ Trọng Học             |          |
| Hồng Vĩnh Thành    | Người vợ đa năng                 | Wonder Woman                  | Dương Hoành Lập          |          |

### 2020s
| Năm      | Diễn viên                     | Tên phim               | Tên tiếng Anh  | Vai diễn |
| -------- | ----------------------------- | ---------------------- | -------------- | -------- |
| 2020     |                               |                        |                |          |
| Bạch Bưu | Câu chuyện tình yêu Hong Kong | Hong Kong Love Stories | Trần Hán Thanh |          |